# Comuna Sânpetru Mare, Timiș
Sânpetru Mare este o comună în județul Timiș, Banat, România, formată din satele Igriș și Sânpetru Mare (reședința). Localitatea de astăzi Sânpetru Mare, incorporează și fosta localitate Sânpetru Nou.

## Localizare
Sânpetru Mare se situează în zona de nord-vest a județului Timiș, în apropiere de limita cu județul Arad. Este străbătut de râul Aranca. Prin Sânpetru Mare trece drumul județean DJ692, prin intermediul căruia se leagă de Sânnicolau Mare, cel mai apropiat oraș, la 14 km și de reședința de județ, municipiul Timișoara, la circa 50 km. Vecinii sunt: la vest, Periam (circa 4 km), la sud Pesac (7 km pe drumul comunal 29), la est Saravale (6 km), la nord Igriș (8 km pe DC29). Are stație CFR proprie la linia de cale ferată Timișoara - Valcani.

## Istorie

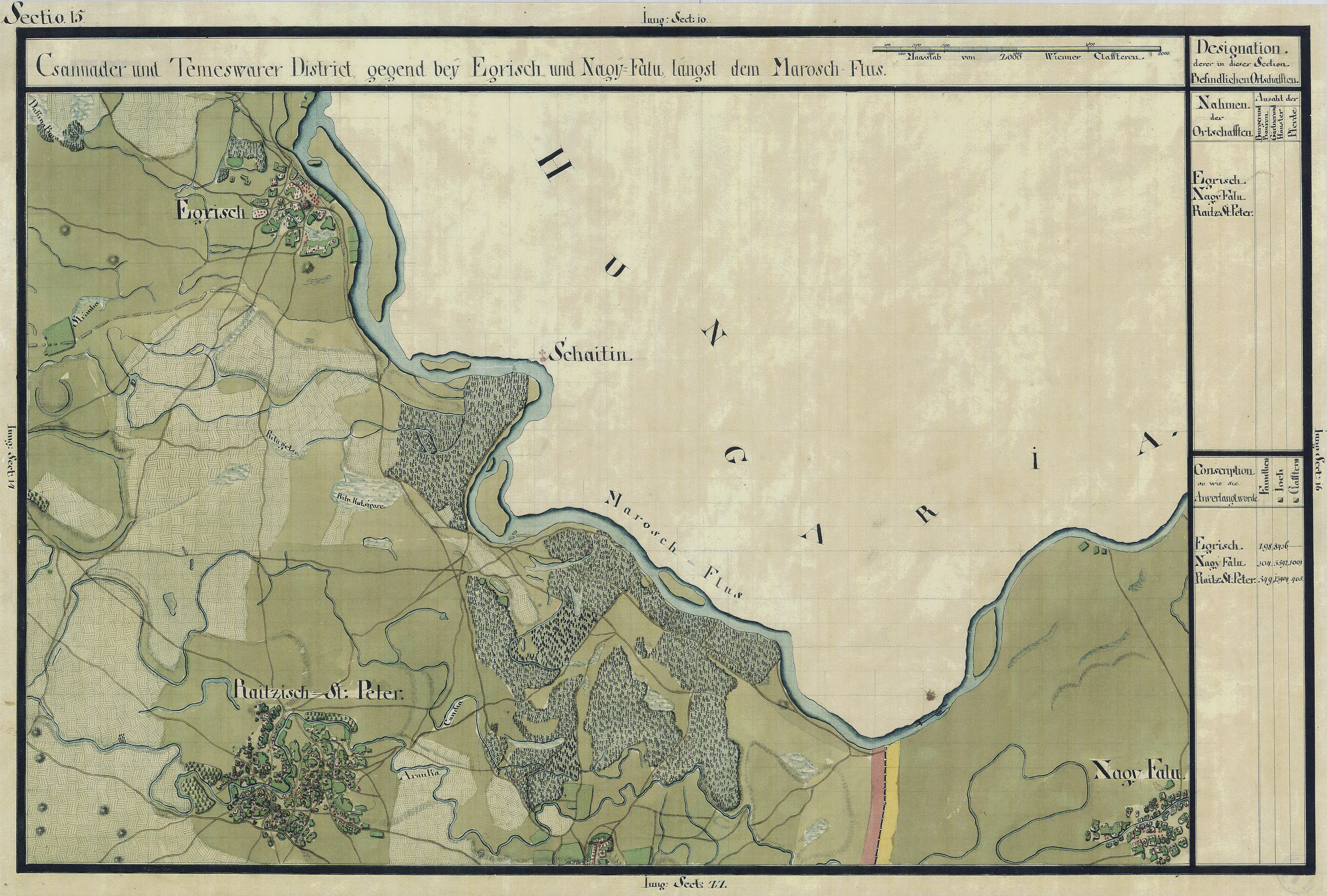
Sânpetru Mare în Harta Iosefină a Banatului

Prima menționare documentară provine din anul 1333 sub numele de Sancto Petro. De-a lungul timpului, numele s-a modificat în funcție de schimbările politice care au avut loc, fiecare administrație atribuind un nume divers. Astfel, Sânpetru Mare se numea:
- 1434 - Zenthpeter
- 1558 - Velica Szent-Peter
- 1559-1564 – Nagy-Zenthpetere, Naghzenthpeter, Nagyzenpeter
- 1618 - Zentpetar
- 1655 - Szent Peter
- 1690 - Racczenthpeter
- 1741 - Ratz St. Peter
- 1828 - Szen Peter
- 1913 - Nagyszentpeter

## Politică
Comuna Sânpetru Mare este administrată de un primar și un consiliu local compus din 13 consilieri. Primarul, Bogdan-Marius Petrean[*], de la Coaliția Națională pentru România, este în funcție din 1 noiembrie 2024. Începând cu alegerile locale din 2024, consiliul local are următoarea componență pe partide politice:
|  | Partid                            | Consilieri | Componența Consiliului | Componența Consiliului | Componența Consiliului | Componența Consiliului | Componența Consiliului | Componența Consiliului |
|  | --------------------------------- | ---------- | ---------------------- | ---------------------- | ---------------------- | ---------------------- | ---------------------- | ---------------------- |
|  | Coaliția Națională pentru România | 6          |                        |                        |                        |                        |                        |                        |
|  | Alianța pentru Unirea Românilor   | 5          |                        |                        |                        |                        |                        |                        |
|  | Uniunea Sârbilor din România      | 2          |                        |                        |                        |                        |                        |                        |

Primarul comunei, Viorel Popovici, face parte din PNL. La alegerile din 2004 a fost ales ca membru PSD. Viceprimarul este membru PD. Consiliul Local este constituit din 13 consilieri, împărțiți astfel:
|  | Partid                                      | Consilieri | Componența | Componența | Componența | Componența | Componența | Componența |
|  | ------------------------------------------- | ---------- | ---------- | ---------- | ---------- | ---------- | ---------- | ---------- |
|  | Alianța Dreptate și Adevăr (4 PD și 2 PNL)  | 6          |            |            |            |            |            |            |
|  | Partidul Social Democrat                    | 5          |            |            |            |            |            |            |
|  | Partidul Național Țărănesc Creștin Democrat | 1          |            |            |            |            |            |            |
|  | Uniunea Sârbilor din România                | 1          |            |            |            |            |            |            |

## Demografie
Componența etnică a comunei Sânpetru Mare
     Români (62,16%)
     Sârbi (15,11%)
     Romi (2,95%)
     Alte etnii (0,49%)
     Necunoscută (19,29%)
Componența confesională a comunei Sânpetru Mare
     Ortodocși (63,58%)
     Ortodocși sârbi (14,85%)
     Alte religii (2,01%)
     Necunoscută (19,55%)
Conform recensământului efectuat în 2021, populația comunei Sânpetru Mare se ridică la 2.680 de locuitori, în scădere față de recensământul anterior din 2011, când fuseseră înregistrați 3.145 de locuitori. Majoritatea locuitorilor sunt români (62,16%), cu minorități de sârbi (15,11%) și romi (2,95%), iar pentru 19,29% nu se cunoaște apartenența etnică. Din punct de vedere confesional, majoritatea locuitorilor sunt ortodocși (63,58%), cu o minoritate de ortodocși sârbi (14,85%), iar pentru 19,55% nu se cunoaște apartenența confesională.

## Obiective turistice
- Lunca Mureșului Inferior (sit SCI)